# Nicée (mythologie)
Pour les articles homonymes, voir Nicée.
Nicée, Nicaea, ou encore Nikaïa, du grec Νίκαια, est une nymphe naïade de la mythologie grecque. Fille du dieu du fleuve Sangarios et de Cybèle, elle fut violée par Dionysos. 

## Mythe
Le mythe de Nicée est relaté par Nonnos de Panopolis dans ses Dionysiaques, dans les chants XV et XVI.
Nicée était une jeune naïade, chasseresse d'Artémis. Elle n'aimait rien tant que la chasse, et était excellente chasseuse, elle s'attaquait à des bêtes féroces comme les lions ou les ours.

« Là, cependant, dans les profondeurs de la forêt solitaire, fleurissait, concitoyenne des nymphes d'Astacie, une vierge à l'arc recourbé, la belle Nicée, autre Diane chasseresse. [...] Elle aidait la chaste Diane dans ses travaux : elle tendait dans les détroits les filets de la chasse journalière, qu'elle préférait à tous les fils d'une trame élégante : elle ne dirigeait jamais son arc contre un faon timide à la peau tachetée, elle ne poursuivait ni le lièvre, ni le chevreuil, mais elle s'attaquait à la jaune fourrure des lions au dos velu, et les soumettait à un mors sanglant. »

— Dionysiaques, Chant XV, traduction du Comte de Marcellus, 1856
Le jeune berger Hymnos était fou amoureux d'elle. Ulcérée par ses avances, elle finit par le cribler de flèches, ce qui indigna Éros, le dieu de l'amour et du désir. Pour la punir, il rendit Dionysos amoureux de la jeune nymphe, qui refusa les avances du dieu. 

« Va, porte les vœux à quelque nymphe facile. Si tu viens à bout de séduire Minerve ou Diane, la rigide Nicée pourra t'écouter, car je suis la compagne de toutes les deux. Mais si la chaste Minerve se refuse à tes instances téméraires, si tu ne peux adoucir l'inflexible Chasseresse, ne recherche pas Nicée. »

— Dionysiaques, Chant XVI, traduction du Comte de Marcellus, 1856
Dionysos transforma alors l'eau du fleuve en vin, ainsi, quand la nymphe se pencha pour y boire, elle fut enivrée, et il profita de son sommeil pour la violer. Lorsqu'elle se rendit compte de ce qui s'était passé, Nicée tenta de se suicider par pendaison mais échoua. Plus tard, elle mit au monde une fille, Télèté. Dionysos fonda pour elle la ville de Nicée en Anatolie.